# 斯維特列 (新普斯科夫區)
49°47′46″N 39°4′48″E / 49.79611°N 39.08000°E
斯維特萊（烏克蘭語：Світле）是位於烏克蘭東部的村莊，由盧甘斯克州舊比利斯克區的比洛盧齊克市鎮負責管轄。該村始建於1957年，面積2.66平方公里，海拔高度120米，2001年人口169，人口密度每平方公里63.5人。